# Funicular del Valle de los Caídos

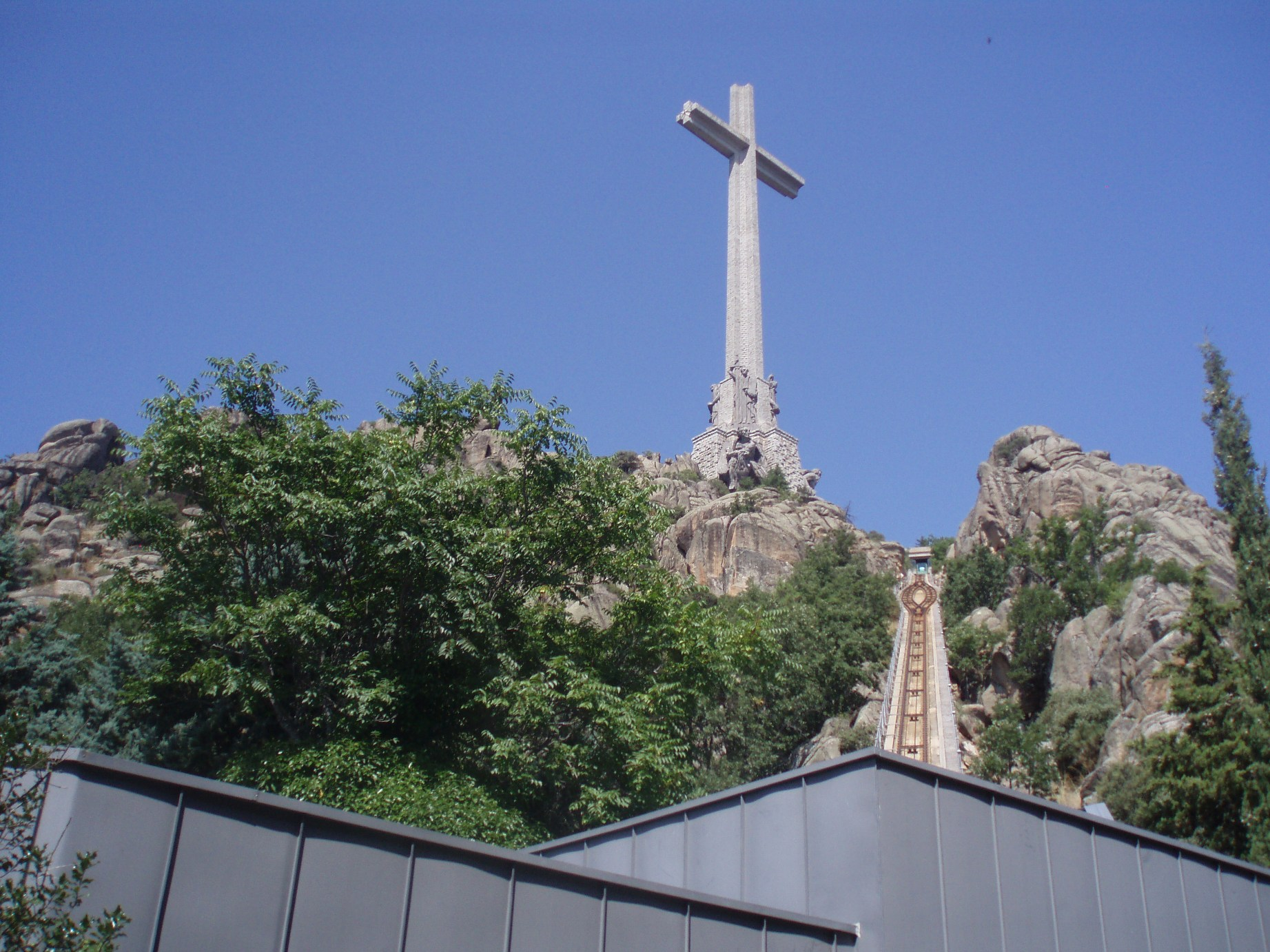
Cruz, vías del funicular y cubierta del edificio de entrada al funicular del Valle de Cuelgamuros.

El funicular del Valle de Cuelgamuros (anteriormente Valle de los Caídos) se halla en el Valle de Cuelgamuros (San Lorenzo de El Escorial, Comunidad de Madrid, España) y enlaza la explanada de la Lonja, donde se encuentra la Basílica, con la base de la cruz monumental que se levanta sobre ella. Está cerrado desde 2009.

## Historia
Fue construido en 1975 y remozado en 1987. En el 1999 se suspendió el servicio para acondicionar la instalación a las normas de seguridad vigentes en este tipo de ferrocarril. En 2004 fue puesto de nuevo en servicio tras el acondicionamiento integral, que incluyó la rehabilitación de los bastidores, rodaduras y sistemas de frenos, así como la construcción y montaje de dos cajas nuevas para los coches del funicular. Aprovechando las obras de rehabilitación se construyó un nuevo edificio de servicios con cafetería junto a las taquillas del funicular. La renovación corrió a cargo de Patrimonio Nacional, que es la entidad gestora del Valle de Cuelgamuros. Desde 2009, el funicular se encuentra cerrado debido a posibles desprendimientos de rocas desde la montaña.

## Características técnicas
Es un funicular de vía única de ancho métrico y tiene una longitud de 272,41 metros. Salva un desnivel de 120,55 metros con una pendiente de 28 grados.[cita requerida]
El funicular dispone de dos coches de 5,9 metros de longitud con una capacidad de 40 viajeros. Los coches se desplazan sobre dos raíles mediante ruedas de adherencia simple. El sistema de tracción es un cable controlado desde una sala de máquinas situada en la estación superior del recorrido.
| tiempo de recorrido       | 3 min        |
| longitud                  | 272,41 m     |
| altitud estación inferior | -            |
| altitud estación superior | -            |
| desnivel                  | 120,55 m     |
| pendiente máxima          | 28%          |
| velocidad máxima          | -            |
| capacidad tren            | 40 pasajeros |
| capacidad/hora            | -            |
| accesible PMR             | sí           |